# Guillaume Hubert
Guillaume Hubert (Charleroi, 11 gennaio 1994) è un calciatore belga, portiere dell'RWDM47.

## Statistiche

### Presenze e reti nei club
Statistiche aggiornate al 1 giugno 2017.
| Stagione              | Squadra               | Campionato            | Campionato | Campionato | Coppe nazionali | Coppe nazionali | Coppe nazionali | Coppe continentali | Coppe continentali | Coppe continentali | Altre coppe | Altre coppe | Altre coppe | Totale | Totale |
| Stagione              | Squadra               | Comp                  | Pres       | Reti       | Comp            | Pres            | Reti            | Comp               | Pres               | Reti               | Comp        | Pres        | Reti        | Pres   | Reti   |
| --------------------- | --------------------- | --------------------- | ---------- | ---------- | --------------- | --------------- | --------------- | ------------------ | ------------------ | ------------------ | ----------- | ----------- | ----------- | ------ | ------ |
| 2015-2016             | Standard Liegi        | D1                    | 18         | -18        | CB              | 4               | -2              | UEL                | 0                  | 0                  | -           | -           | -           | 22     | -20    |
| 2016-2017             | Standard Liegi        | D1                    | 10         | -16        | CB              | 0               | 0               | UEL                | 3                  | -2                 | -           | -           | -           | 13     | -18    |
| Totale Standard Liegi | Totale Standard Liegi | Totale Standard Liegi | 28         | -34        |                 | 4               | -2              |                    | 3                  | -2                 |             | -           | -           | 35     | -38    |
| Totale carriera       | Totale carriera       | Totale carriera       | 28         | -34        |                 | 4               | -2              |                    | 3                  | -2                 |             | -           | -           | 35     | -38    |

## Palmarès

### Club

#### Competizioni nazionali
- Campionato belga: 1

Club Bruges: 2017-2018
- Coppa del Belgio: 1

Standard Liegi: 2015-2016
- Supercoppa del Belgio: 1

Club Bruges: 2018